# Guido Della Frera
Guido Della Frera (Pavia, 12 dicembre 1964) è un politico italiano.

## Biografia
Sin da giovane impegnato nelle associazioni di ispirazione cattolica, fonda nel 1990 GDF Group, attivo negli anni nel settore immobiliare, alberghiero (7 hotel a Milano, Solbiate Olona, Brescia e Ponte di Legno di cui 4 a marchio Hilton inclusa la splendida Villa Torretta Curio Collection by Hilton di Sesto San Giovanni e il nuovissimo http://milanmalpensa.doubletree.com/ di Solbiate Olona, e 2 a marchio Accor), ristoratore, sportivo (Tennis club Barlassina) e sino al 2019 in quello sanitario (il Polo geriatrico riabilitativo di Cinisello Balsamo). Impegnato da giovane anche in politica, viene eletto consigliere comunale di Forza Italia a Milano dal 1997 al 2000 e assessore regionale agli Affari Generali, Sicurezza, Polizia Locale, Personale e Demanio dal 2000 al 2003 nella giunta Formigoni.
Nelle elezioni politiche del 2018 è eletto deputato di Forza Italia alla Camera dei deputati nel collegio di Milano-Sesto San Giovanni. Risulta il parlamentare con il più alto numero di incarichi (una ventina in vari settori) e socio in sei diverse aziende.
Il 15 febbraio 2021 Osvaldo Napoli, Daniela Ruffino e Guido Della Frera, schierati apertamente contro la linea filo-sovranista del partito, lasciano Forza Italia per aderire il giorno seguente a Cambiamo!, movimento politico di Giovanni Toti, fondando la nuova componente "Cambiamo!-Popolo Protagonista" con cinque totiani e due ex M5S.
Il 27 maggio seguente aderisce a Coraggio Italia, il nuovo partito fondato dal sindaco di Venezia Luigi Brugnaro insieme al presidente della Liguria Giovanni Toti e a numerosi parlamentari di diversa provenienza (M5S, Forza Italia, Cambiamo!-Popolo Protagonista, Lega e Centro Democratico).
Il 18 novembre viene nominato coordinatore del partito in Lombardia.
Il 28 giugno 2022, dopo aver lasciato Coraggio Italia, con dieci colleghi forma la nuova componente “Vinciamo Italia-Italia al Centro con Toti”. L’8 agosto si dimette da coordinatore regionale di Italia al Centro dopo aver firmato, con l’ex sindaco di Milano Gabriele Albertini e altri amministratori lombardi, un appello per la costituzione del Terzo Polo di Carlo Calenda e Matteo Renzi. Pur non candidandosi, sostiene il Terzo Polo in campagna elettorale in vista delle elezioni politiche anticipate del 25 settembre. Entra a far parte della segreteria regionale di Italia Viva diventandone il responsabile degli enti locali. Nel giugno del 2023, dopo la morte di Silvio Berlusconi, torna in Forza Italia.

## Vita privata
È sposato e padre di tre figli.